# 90 دقيقة (برنامج)
برنامج 90 دقيقة برنامج حواري مصري؛ بدأ بثه عام 2006 تقريباً، كان يقدمه معتز الدمرداش، ريهام السهلي، محمد الباز، معتز بالله عبد الفتاح وحالياً يقدمه أسامة كمال وجيهان لبيب.

ويذاع البرنامج على قناة المحور الفضائية التي كان يمتلكها رجل الأعمال المصري حسن راتب. البرنامج يهتم بالأخبار الهامة والأحداث اليومية التي تدور في الشارع المصري والعربي، ويرصد اهتمامات المشاهدين وآراءهم وتطلعاتهم، بعدما ترك البرنامج معتز الدمرداش عام 2011، قامت بتقديمه منفردة لفترة ريهام السهلي، ومنذ عام 2011 إنضم إليها عمرو الليثي (أيام السبت والأربعاء)، وريهام السهلي وعمرو الليثي سويًا يوم الإثنين. يذاع البرنامج ابتداءً من الساعة الثامنة مساءً بتوقيت القاهرة وإخراج محمد بلال.

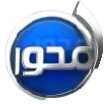
الشعار القديم